# Françoise James-Ousénie
Françoise James-Ousénie dite Françoise Loe-Mie, née à Cayenne, est une écrivaine française, originaire de Guyane.

## Biographie
Née à Cayenne, en Guyane, Françoise James-Ousénie quitte sa terre natale à son adolescence, pour  rejoindre Londres puis Paris. Après avoir obtenu son DEA, elle décide de retourner en Guyane en 1998. Elle prépare sa thèse de doctorat à l'Institution de Recherche et de Développement. En parallèle, elle enseigne les lettres modernes, les langues et cultures créoles au collège et à l'Université des Antilles et de la Guyane.
Diplômée des universités de Nanterre et de la Sorbonne, elle devient sociolinguiste. C'est à la suite d'une douleur profonde, la perte de son père quand elle n'avait que dix ans qu'elle commence à écrire ses premiers poèmes. Elle débute donc sa carrière d'auteure en 2002.
Après cinq années dans l'enseignement, elle rejoint tout d'abord en 2004 le cabinet du Conseil Général de la Guyane, puis en 2008 la mairie de la ville de Cayenne en qualité de chef de cabinet, responsable de la communication et du protocole.
Reconnue sur le territoire guyanais, elle a été invitée en 2018 au parlement des écrivaines francophones à Orléans, une initiative nationale visant à faire reconnaître les voix des femmes écrivaines dans le monde de la francophonie, dans la perspective d'une collaboration entre les pays du Nord et du Sud dont le manifeste a été publié par le journal "Le Monde".Françoise James-Ousénie intègre par ailleurs la session de 2019 restreinte à 19 "parlementaires". Une anthologie, Voix d'écrivaines francophones, au sommaire de laquelle figure Françoise James-Ousénie, a été publiée à la suite de ces rencontres.

## Œuvres
Les quatre premières œuvres de Françoise James-Ousénie ont été éditées chez Ibis Rouge, et son dernier roman, Bains d'or, aux Éditions Orphie.  
Ce dernier, paru en 2019, réécrit l'histoire d'un orpailleur de Guyane ayant vécu au XIXe siècle, Théophile Vitalo, dont le nom a été transformé pour les besoins de la fiction en Théodore Vitaloo. Le roman retrace l'histoire de cet ancien esclave affranchi guyanais ayant fait fortune dans l'or en se adoptant l'angle de sa relation amoureuse avec son épouse, Miranda. 

### Œuvres collaboratives
- Fawzia Zouari (sous dir), Voix d'écrivaines francophones, Anthologie, Parlement des écrivaines, 2019, Editions Regain de Lecture, 9782353910526[13].

### Romans
- Voile de misère sur les filles de Cham, 2003, éditions Ibis Rouge[14],

- Poésie piment, girofle et cannelle, 2004, éditions Ibis Rouge[15],

- Entre l'arbre et l'écorce, 2009, éditions Ibis Rouge[16],

- La complainte de la négresse Ambroisine D'chimbo, 2013, éditions Ibis Rouge[17],

- Pénurie de graines, 2016, éditions Ibis Rouge[18],

- Bains d'or, 2019, éditions Orphie[19].

### Nouvelles
- Ernestine N'Boyo, in Brèves de savane, parue en 2011, éditions Ibis Rouge[20].